# Saddam Hussein
Saddam Hussein Abd al-Majid al-Tikriti (em árabe: صدام حسين; Ticrite, 28 de abril de 1937 — Bagdá, 30 de dezembro de 2006) foi um político e estadista iraquiano, que serviu como presidente do Iraque de 16 de julho de 1979 a 9 de abril de 2003, e também acumulou o cargo de primeiro-ministro nos períodos de 1979 até 1991 e 1994 até 2003. Hussein foi uma das principais lideranças ditatoriais no mundo árabe e um dos mais proeminentes membros do Partido Socialista Árabe Ba'ath, e mais tarde, do Partido Ba'ath baseado em Bagdá, a qual expôs uma mistura de nacionalismo e socialismo árabe; Saddam teve um papel chave no golpe de 1968 que levou o seu partido a um domínio de longo prazo no Iraque.
Como vice-presidente do enfermo General Ahmed Hassan al-Bakr e numa época em que muitos grupos eram considerados capazes de derrubar o governo, Saddam criou forças de segurança através do qual controlou rigidamente o conflito entre o governo e as forças armadas. No início dos anos 1970, Saddam nacionalizou o petróleo e outras indústrias. Os bancos estatais foram postos sob seu controle, deixando o sistema eventualmente insolvente, principalmente devido à Guerra Irã-Iraque, a Guerra do Golfo e as sanções da ONU. Até o fim da década de 1970, Saddam cimentou a sua autoridade sobre os aparatos de governo com os lucros obtidos do petróleo que ajudou a economia do Iraque a crescer a um ritmo rápido. As posições de poder no país foram preenchidas com os sunitas, a minoria que compunha apenas um quinto da população.
Saddam subiu formalmente ao poder no Iraque em 1979, embora ele já fosse o de facto chefe de governo do país por anos naquela altura. Saddam reprimiu diversos movimentos, particularmente de xiitas e curdos que pretendiam derrubar o governo ou ganhar independência, respectivamente, permanecendo no poder por duas décadas e meia, sobrevivendo ainda ao Conflito Irã-Iraque e a Primeira Guerra do Golfo. Enquanto alguns o veneravam por sua oposição aos Estados Unidos e ataques contra Israel, ele foi amplamente condenado pela brutalidade de sua ditadura. Grupos de direitos humanos apontam que mais de 250 000 iraquianos foram mortos durante as duas décadas do seu regime, através de expurgos e genocídios. Este número não inclui os milhares de iraquianos que morreram como consequência das invasões de Saddam contra o Irã e o Kuwait.
Em março de 2003, uma coalizão de países liderada pelos Estados Unidos e pelo Reino Unido invadiu o Iraque para depor Saddam, depois que o presidente dos Estados Unidos, George W. Bush acusou o líder iraquiano de possuir armas de destruição em massa e de ter ligações com a Al-Qaeda. O Partido Baath de Saddam foi dissolvido e a nação fez uma transição para um sistema democrático. Após sua captura em 13 de dezembro de 2003 (na Operação Red Dawn), o julgamento de Saddam ocorreu sob o governo interino iraquiano. Em 5 de novembro de 2006, ele foi condenado por acusações relacionadas ao assassinato de 148 xiitas iraquianos em 1982 e foi condenado à morte por enforcamento. A execução de Saddam Hussein foi realizada em 30 de dezembro de 2006.

## Infância e juventude

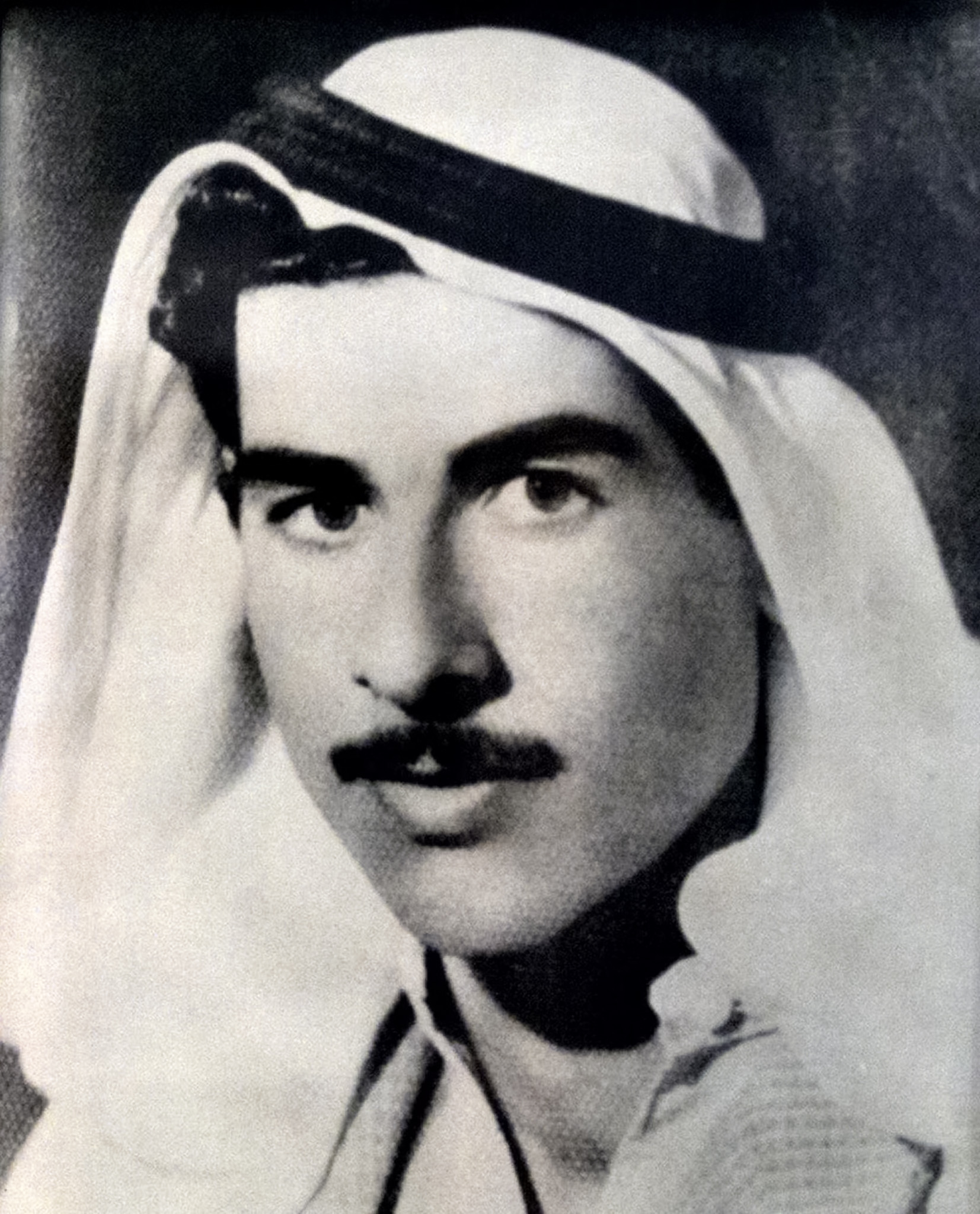
Saddam quando jovem, possivelmente em meados da década de 1950

Saddam Hussein nasceu na aldeia Al-Awja, pertencente à cidade muçulmana sunita de Ticrite, situada a 150 quilômetros de Bagdá. Nascido em uma família de pastores pobres do grupo tribal al-Begat, um sub-grupo da tribo Al-Bu Nasir (البو ناصر); sua mãe, Subha Tulfah al-Mussallat, nomeou seu filho recém-nascido como "Saddam", que em árabe significa "aquele que confronta". Nunca conheceu seu pai, Hussein 'Abid al-Majid, que desapareceu seis meses antes de Saddam nascer. Pouco depois, o irmão de Saddam de 13 anos de idade, morreu de câncer. O Saddam ainda bebê foi enviado para a família de seu tio materno, Khairallah Talfah, até completar três anos.
Sua mãe se casou novamente, e Saddam ganhou três meio-irmãos por este casamento (Barzan Ibrahim al-Tikriti, Sabawi Ibrahim al-Tikriti e Watban Ibrahim al-Tikriti). Seu padrasto, Ibrahim al-Hassan, passou a tratar duramente seu enteado após seu retorno. Com cerca de 10 anos, Saddam fugiu da família e voltou a viver em Bagdá com seu tio Kharaillah Tulfah. Tulfah, o pai da futura esposa de Saddam, era um devoto muçulmano sunita e um veterano da Guerra Anglo-Iraquiana de 1941 entre nacionalistas iraquianos e o Reino Unido, que havia transformado-se numa grande potência colonial na região. Sob a orientação de seu tio, ele frequentou uma escola nacionalista em Bagdá. Depois da escola secundária, Saddam estudou em uma escola de lei iraquiana por três anos, a qual abandonou em 1957 na idade de 20 anos para aderir a um partido revolucionário pan-árabe, o Partido Socialista Árabe Ba'ath (fundado na Síria por Michel Aflaq), do qual seu tio era um defensor. Durante este tempo, Saddam, aparentemente, se sustentava como professor de escola secundária.
O sentimento revolucionário era característico na época no Iraque e em todo o Oriente Médio. No Iraque, progressistas e socialistas atacavam as elites políticas tradicionais (burocratas e latifundiários da era colonial, ricos comerciantes e chefes tribais, monarquistas). Além disso, o nacionalismo pan-árabe de Gamal Abdel Nasser no Egito influenciaram profundamente os jovens baathistas como Saddam. A ascensão de Nasser prenunciou uma onda de revoluções em todo o Oriente Médio nas décadas de 1950 e 1960, com o colapso das monarquias do Iraque, Egito e Líbia. Nasser inspirou ideias nacionalistas em todo o Oriente Médio, lutando contra os britânicos e os franceses durante a Crise de Suez de 1956, modernizando o Egito, e unindo o mundo árabe politicamente.

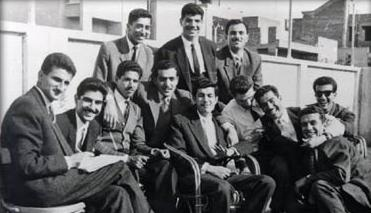
Saddam Hussein e estudantes membros do Partido Baath, no Cairo, Egito, no período de 1959–1963

Em 1958, um ano depois de Saddam haver entrado para o partido Baath, oficiais do exército liderado pelo general Abd al-Karim Qasim derrubaram Faiçal II. Os baathistas se opuseram ao novo governo, e em 1959, Saddam estava envolvido em uma conspiração malsucedida, apoiada pelos Estados Unidos, para assassinar Qasim, carrasco do monarca e líder do novo regime golpista. Acusado de complô, foi condenado à morte à revelia em fevereiro de 1960, sentença da qual conseguiu escapar fugindo para o Egito e através da Síria, onde as autoridades lhe concederam asilo político.
No Cairo, concluiu seus estudos secundários e foi admitido na Escola de Direito — terminaria a faculdade anos depois, em 1968 —, onde se relacionou com jovens membros do Partido Ba'ath egípcio, de inspiração Socialista e pan-árabe.

## Subida ao poder
Alguns oficiais do exército com ligações com o Partido Baath derrubaram Qasim em um golpe em 1963. Os líderes do partido Ba'ath foram nomeados para o gabinete e Abdul Salam Arif tornou-se presidente. Arif demitiu e prendeu os líderes do partido Ba'ath no final daquele ano. Saddam retornou ao Iraque, mas foi preso em 1964. Pouco antes de sua prisão e até 1968, Saddam ocupou o cargo de secretário do partido Ba'ath. Escapou da prisão em 1967 e rapidamente se tornou um dos principais membros do partido. Em 1968, Saddam participou de um golpe de Estado liderado por Ahmad Hassan al-Bakr, que derrubou Abdul Rahman Arif (irmão de Abdul Salam Arif). Al-Bakr foi nomeado presidente e Saddam foi nomeado seu vice-presidente e presidente adjunto do Conselho de Comando Revolucionário do partido Ba'ath. De acordo com biógrafos, nunca Saddam se esqueceu das tensões dentro do primeiro governo do partido Ba'ath que formaram a base para suas medidas para promover a unidade do Ba'ath, assim como sua determinação para manter o poder e programas para assegurar a estabilidade social.
O Iraque era um estado-tampão estratégico para os Estados Unidos contra a União Soviética, e Saddam foi muitas vezes visto como um líder anti-soviético nas décadas de 1960 e 1970. Alguns até sugeriram que a administração de John F. Kennedy apoiou a tomada de poder dos baathistas.

### Vice-presidente
Em novembro de 1969, Saddam foi nomeado vice-presidente do Conselho do Comando Supremo da Revolução, tornando-se assim o "número dois" do regime, depois do presidente general Al-Bakr, que era seu parente.
Como vice-presidente do Iraque durante o governo do idoso e frágil General Ahmed Bakr, Saddam controlou firmemente o conflito entre os ministérios governamentais e as forças armadas numa altura em que muitas organizações eram consideradas capazes de derrubar o governo, criando um aparelho de segurança repressivo. O novo regime logo se aproximou da União Soviética e em 1972 um Tratado de Amizade e Cooperação foi assinado entre os dois países. Depois, também foram selados acordos com a Alemanha Ocidental, o Japão e os Estados Unidos.
No final dos anos 1960 e início dos anos 1970, como vice-presidente do Conselho do Comando Revolucionário, formalmente al-Bakr era o segundo no comando, Saddam construiu uma reputação como um político progressista e eficaz. Neste momento, Saddam subiu na hierarquia do novo governo, auxiliando nas tentativas de reforçar e unificar o partido Ba'ath e tendo um papel preponderante na resolução dos grandes problemas internos do país e a expansão dos seguidores do partido.
Após os baathistas tomarem o poder em 1968, Saddam se concentrou em atingir a estabilidade em um país repleto de profundas tensões. Muito antes de Saddam, o Iraque havia sido dividido ao longo das linhas sociais, étnicas, religiosas, económicas: xiitas contra sunitas, árabes contra curdos, chefes tribais contra comerciantes urbanos, nômades contra camponeses. Um governo estável em um país repleto de faccionismo exigia tanto repressão maciça quanto melhoria dos padrões de vida.

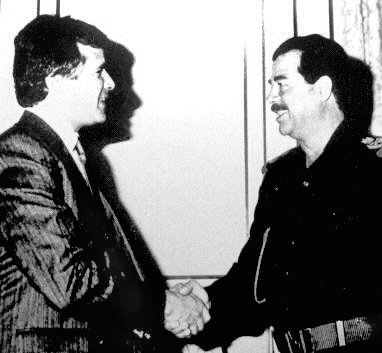
Carlos Cardoen num encontro com o líder iraquiano Saddam Hussein

Saddam promoveu ativamente a modernização da economia iraquiana, juntamente com a criação de um forte aparato de segurança para evitar golpes dentro da estrutura do poder e insurreições. Sempre preocupado em ampliar sua base de apoio entre os diversos elementos da sociedade iraquiana e mobilizando o apoio popular, acompanhou de perto a administração dos programas de bem-estar social e desenvolvimento.
No centro desta estratégia estava o petróleo do Iraque. Em 1 de junho de 1972, Saddam supervisionou a estatização dos interesses internacionais do petróleo, que, na época, dominavam o setor petrolífero do país. Um ano mais tarde, os preços mundiais do petróleo subiram drasticamente, como resultado da crise energética de 1973, e as receitas do país cresceram assustadoramente o que permitiu Saddam expandir sua agenda.
Dentro de apenas alguns anos, o Iraque estava prestando serviços sociais sem precedentes entre os países do Oriente Médio. Saddam estabeleceu e controlou a "Campanha Nacional de Erradicação do Analfabetismo" e a campanha de educação obrigatória gratuita no Iraque, e em grande parte sob a sua égide, o governo estabeleceu educação gratuita universal até os mais altos níveis de educação; centenas de milhares aprenderam a ler nos anos seguintes ao início do programa. O governo também apoiou famílias dos soldados, concedeu hospitalização gratuita para todos, e deu subsídios aos agricultores. O Iraque criou um dos mais modernizados sistemas de saúde pública no Oriente Médio, Saddam ganhou um prêmio da Organização das Nações Unidas para a Educação, Ciência e Cultura (UNESCO).
Com o auxílio do aumento dos rendimentos do petróleo, Saddam diversificou a economia em grande parte à base do petróleo do Iraque; o líder iraquiano implementou uma campanha de infraestrutura nacional a qual fez grandes progressos na construção de estradas, a promoção da mineração, e desenvolvimento de outras indústrias. A campanha do Iraque revolucionou indústrias energéticas. A eletricidade foi levada para quase todas as cidades no Iraque e em muitas regiões periféricas.
Antes da década de 1970, a maior parte dos iraquianos viviam no campo e cerca de dois terços eram camponeses. Mas esse número diminuiria rapidamente durante a década de 1970 porque o país investiu muito dos seus lucros do petróleo em expansão industrial.

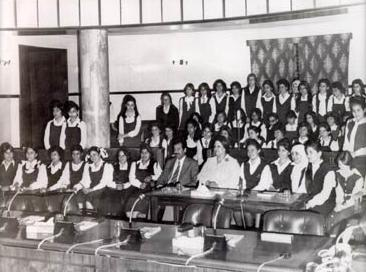
Promoção da alfabetização e a educação das mulheres na década de 1970

Depois de nacionalizar os interesses das petrolíferas estrangeiras, Saddam supervisionou a modernização do campo, a mecanização da agricultura em grande escala, e a distribuição de terras aos camponeses. Os Ba'athistas estabeleceram cooperativas agrícolas, em que os benefícios foram distribuídos de acordo com o merecimento individual e os trabalhadores não qualificados foram treinados. O governo também duplicou despesas para o desenvolvimento da agricultura entre 1974-1975. Além disso, a reforma agrária no Iraque melhorou o nível de vida dos camponeses e o aumento da produção.
A proeza organizacional de Saddam fez com que o Iraque se desenvolvesse em ritmo acelerado na década de 1970, o desenvolvimento foi tão grande que dois milhões de pessoas de outros países árabes, e até mesmo a Iugoslávia trabalharam no Iraque para satisfazer a crescente procura de trabalho.
Para a consternação dos islâmicos conservadores, o governo de Saddam deu às mulheres mais liberdades e ofereceu-lhes alto nível de empregos no governo e na indústria. Saddam também criou um sistema jurídico no estilo ocidental, fazendo do Iraque, o único país na região do Golfo Pérsico que não era governado de acordo com a lei islâmica (Sharia). Saddam aboliu os tribunais da sharia, com exceção para os casos de danos pessoais.

## Ascensão à presidência
Em 1976, Saddam subiu para a posição de general nas forças armadas iraquianas, e rapidamente se tornou o homem forte do governo. Como o doente e idoso al-Bakr tornou-se incapaz de executar suas funções, Saddam assumiu um papel cada vez mais proeminente como a face do governo, tanto interna como externamente. Ele logo se tornou o arquiteto da política externa do Iraque e representou o país em todas as situações diplomáticas. Foi o líder de facto do Iraque alguns anos antes de formalmente chegar ao poder em 1979. Lentamente começou a consolidar seu poder sobre o governo do Iraque e do partido Ba'ath.
Em 1979, al-Bakr começou a fazer acordos com a Síria, também sob a liderança do partido Ba'ath, que levaria a unificação entre os dois países. O presidente sírio, Hafez al-Assad se tornaria vice-líder de uma união, e isso levaria Saddam à obscuridade. Saddam agiu para garantir sua permanência no poder. Ele forçou o doente al-Bakr a renunciar em 16 de julho de 1979, e assumiu formalmente a presidência.
Saddam assumiu então os títulos de chefe de Estado, presidente do Conselho do Comando Supremo da Revolução, primeiro-ministro, comandante das Forças Armadas e secretário-geral do partido Ba'ath. Quinze dias depois, uma suposta conspiração surgida entre os membros do partido do recém-nomeado líder máximo do Iraque terminou com a execução de 34 pessoas, entre elas membros do exército e alguns dos mais íntimos colaboradores de Saddam Hussein.

### Culto à personalidade
Tendo sido ardoroso admirador de Stalin na adolescência, como presidente, Saddam acabou por desenvolver um culto à personalidade característico do regime totalitário de Stalin. Tinha milhares de retratos, cartazes, estátuas e pinturas murais erigidas em sua honra por ruas e avenidas de todo o Iraque, criação de uma imagem de islamita devoto e bom pai de família (embora fosse considerado um cético do ponto de vista religioso e apreciasse bebidas alcoólicas proibidas pelo Islão), ao mesmo tempo que eliminava violentamente toda a oposição política e censurava à imprensa. Saddam acabou por parecer, aos olhos do iraquiano comum, como o retrato da autoridade infalível, ainda que tirânica.

## Relações internacionais

### Conflito com o Irã

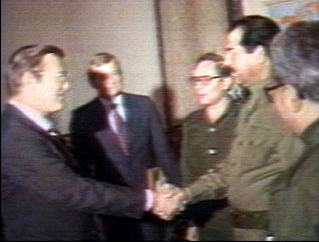
Donald Rumsfeld e Saddam Hussein

Em 1979, o Xá do Irã Mohammad Reza Pahlavi foi derrubado pela Revolução Islâmica, dando lugar a uma república islâmica liderada pelo Aiatolá Khomeini. A influência do Islão xiita revolucionário cresceu deste modo de forma abrupta, particularmente em países com grandes populações xiitas, em especial o Iraque. Saddam receava que as ideias radicais islâmicas, hostis ao seu domínio secular, pudessem alastrar no seu país, sobretudo entre a população xiita (maioria da população do Iraque).
Havia também o antagonismo entre Saddam e Khomeini desde a década de 1970. Khomeini, que tinha partido para o exílio do Irã em 1964, viveu no Iraque, na cidade santa xiita de An Najaf. No Iraque, ele ganhou influência entre os xiitas iraquianos e ganhou seguidores. Sob pressão do Xá, que tinha acordado uma aproximação diplomática com o Iraque em 1975, Saddam expulsou Khomeini em 1978. Após a revolução islâmica, Khomeini teria considerado derrubar o regime de Saddam.
Após a tomada do poder de Khomeini no Irã, ocorreram pequenos incidentes de confrontação militar na fronteira, durante 10 meses, no canal de Xatalárabe, que ambas as nações reclamavam para si.
Iraque e Irã iniciaram a guerra aberta em 22 de setembro de 1980. O pretexto para as hostilidades foi a disputa territorial. Saddam foi no entanto apoiado pelos Estados Unidos, pela União Soviética e por vários países árabes, todos eles desejosos de impedir a expansão de uma possível revolução moldada no Irã.
Saddam conduziu a Guerra contra o Irã entre 1980 e 1988. Contou com o apoio dos Estados Unidos, então governado por Ronald Reagan, que esperava a derrocada dos xiitas iranianos e de seu líder espiritual, o aiatolá Khomeini. Recebeu também o apoio do Kuwait, da Arábia Saudita e outras nações árabes, muitas delas igualmente preocupadas com a ameaça de uma igual revolução islâmica como a do Irã em seus territórios. No conflito, durante o qual Saddam aumentou a importação de armas do Ocidente, foram utilizados gases tóxicos na frente de batalha e estreitados os laços com os regimes árabes moderados. A guerra entre os dois países durou oito anos (o cessar-fogo foi assinado em 20 de agosto de 1988) e nela morreram mais de um milhão de pessoas. Não houve vencedor declarado, e a guerra levou o país a sérias dificuldades econômicas.

### Genocídios, campanhas contra os Curdos e repressão política
A operação Anfal foi uma campanha de genocídio contra o povo curdo (e outras etnias) no Curdistão iraquiano sob ordens de Saddam Hussein e comandado por Ali Hassan al-Majid. A campanha foi uma série de ataques contra rebeldes de peshmerga e contra a população civil curda no norte do Iraque, conduzida entre 1986 e 1989, culminando em 1988. Esta campanha também mirou os shabaks, os yazidis, os assírios, os turcomanos e os mandeístas, além de outras pequenas etnias não sunitas. Relatórios indicam que os exércitos de Saddam foram responsáveis pelos assassinatos de mais de 250 000 civis iraquianos.

### Primeira Guerra do Golfo: Kuwait
Em 2 de agosto de 1990, apenas dois anos depois do fim da disputa, tropas iraquianas, seguindo ordens de Saddam Hussein, invadiram e anexaram ao território iraquiano o vizinho emirado do Kuwait, país que mais ajudou financeiramente o Iraque durante a guerra com o Irã. Mas nesse período, o Kuwait frustrava os desejos iraquianos na Organização dos Países Exportadores de Petróleo (Opep) de diminuir a produção para que o preço do barril no mercado aumentasse.
No início de 1991, uma coligação internacional dirigida pelos Estados Unidos (então governado por George H. W. Bush) obrigou o Iraque a retirar-se do Kuwait. As tropas da coligação detiveram-se na fronteira entre o Kuwait e o Iraque.

### Período pós-Guerra

Saddam Hussein em 1996

Vencido pelos aliados ocidentais, Hussein teve que aceitar o embargo econômico imposto a seu país pela ONU, organismo que, ao mesmo tempo, fez um acordo para inspecionar e desmantelar o programa armamentista (biológico e químico, especialmente) do país. Foi criado o programa "Oil for food" ("Petróleo por Comida") para tentar aliviar a dura situação humanitária do país que estava deteriorada após duas guerras, anos de pesadas sanções econômicas e má administração governamental.
Terminada a guerra, Saddam ainda teve que enfrentar as revoltas xiita e curda no Iraque, que não titubeou em reprimir duramente. Entre 1991 e 1992, Estados Unidos, Reino Unido e França estabeleceram, sem o respaldo de uma resolução da ONU, duas regiões de exclusão aérea — ao norte do paralelo 36 e ao sul do paralelo 32 - com o objetivo declarado de proteger a população curda e xiita.
A proibição dos aliados foi permanente fonte de conflitos desde sua entrada em vigor, terminando com a derrubada de alguns aviões dos dois lados, somados aos duros efeitos do embargo econômico que tentaram suavizar com o programa "Petróleo por Comida".
Embora o país ainda estivesse com uma economia em frangalhos no caos pós-Guerra do Golfo, Saddam submeteu seu governo a um plebiscito, em 15 de outubro de 1995, sobre sua continuidade no poder até 2002, obtendo apoio de 99,96% da população (na votação ele concorreu sozinho). Enquanto isso, lideradas pelos seus filhos, Uday e Qusay, as forças de segurança expandiram a repressão política, silenciando dissidentes e matando milhares de opositores (especialmente aqueles ligados a movimentos xiitas).
Saddam também enfrentara a traição dos maridos de duas de suas filhas e íntimos colaboradores, Hussein Kamel e Saddam Kamel, que em agosto de 1995, após se desentenderem com Uday, abandonaram o país e foram para a Jordânia levando os segredos do programa de armas proibidas do Iraque. A recusa dos países ocidentais em conceder asilo político aos dois genros de Saddam, apesar da oferta de informação militar secreta, precipitou o retorno deles, com as filhas e os netos do ditador, a Bagdá em fevereiro de 1996, com a promessa de perdão por parte de Saddam. Três dias depois da chegada, morreram numa invasão que também matou o pai dos traidores e outros parentes.
Durante os anos 90, a ONU exigiu a eliminação das supostas armas de destruição de massa, que o Iraque sempre negou ter. A população do país foi castigada pelas duras sanções econômicas impostas pelas Nações Unidas. Em 1997, começaram as desavenças do regime com a UNSCOM, comissão da ONU encarregada de supervisionar o desarmamento do Iraque - por causa da suspeita de que país buscava armamento químico e nuclear -, o que se prolongaria por seis anos e que serviria de pretexto para os Estados Unidos invadirem o Iraque. Em 1998, Estados Unidos e Reino Unido bombardearam o Iraque, tentando forçar o regime de Saddam a colaborar com as inspeções da ONU.
Com o país mergulhado em graves problemas econômicos e sociais, Saddam buscou aumentar sua popularidade da forma como podia. Ele passou, através da mídia estatal, a se apresentar como um muçulmano devoto (algo que nunca realmente foi), numa tentativa de conquistar simpatia das alas mais conservadoras da sociedade. Alguns aspectos da Sharia (a lei islâmica) foram reintroduzidos e a frase "Allahu Akbar" ("Deus é grande"), na letra de Saddam, foi adicionada à bandeira nacional. O ditador também encomendou um "Qur'an de Sangue", escrito com 27 litros do seu próprio sangue, para agradecer a Deus por sua proteção de vários perigos e conspirações.

### Segunda Guerra do Golfo
Em 2001, como uma resposta aos ataques terroristas do 11 de setembro em Nova York e Washington, o presidente dos Estados Unidos, George W. Bush, incluiu o Iraque no chamado "eixo do mal", o que abria caminho para a nova campanha militar norte-americana contra o país. Após a campanha afegã contra o regime talibã, o presidente dos Estados Unidos, George W. Bush, iniciou a "segunda fase contra o terrorismo internacional".
Bush acusou o Iraque de ter ou desenvolver armas de destruição em massa, contrariando as resoluções da ONU impostas após a Guerra do Golfo, e de manter vínculos com o terrorismo internacional. Saddam Hussein, que negou as acusações, acusou Bush de manipular a suposta ameaça que o Iraque representava para a paz mundial e acrescentou que a única coisa que Washington buscava no Iraque era o controle do petróleo no Oriente Médio.
Em 2003, George W. Bush moveu contra Saddam uma guerra para tirá-lo do poder, acusando-o de cúmplice no terrorismo anti-estadunidense. Em 20 de março, a Coalizão Internacional iniciou a intervenção militar no Iraque com um bombardeio inicial sobre Bagdá. Em menos de um mês, o país foi ocupado por tropas anglo-americanas e Saddam foi destituído do poder, numa guerra não autorizada pelo Conselho de Segurança da ONU. Sua retirada do poder, porém, não significou paz para o Iraque, mas sua definitiva conflagração.

## Captura e prisão

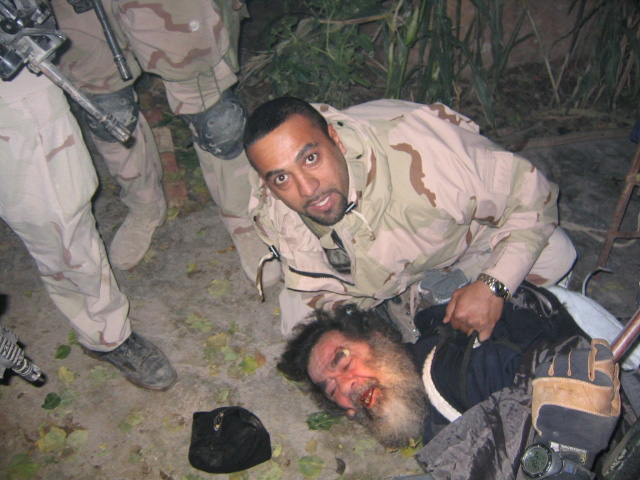
Fotografia tirada por soldados americanos durante a captura de Saddam

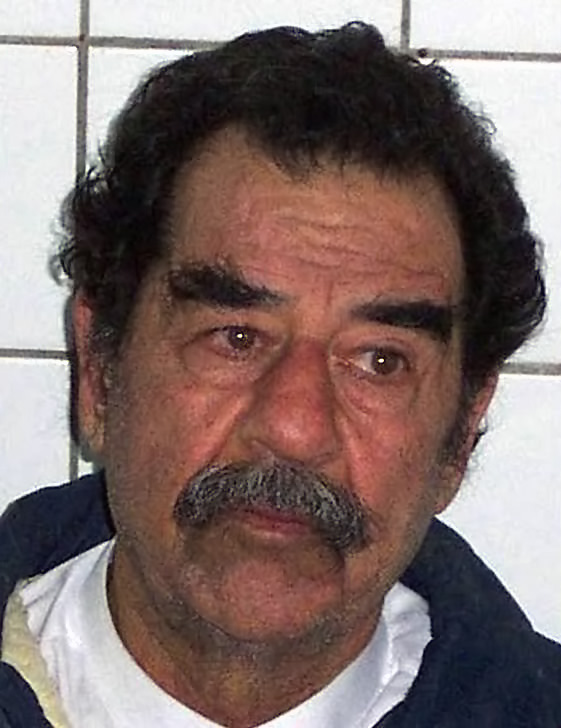
Saddam, no mesmo dia de sua captura, após ter sido barbeado para confirmar sua identidade

O paradeiro de Saddam foi desconhecido durante vários meses até que, em 4 de abril de 2003, a televisão iraquiana mostrou o ex-ditador, cercado de aliados seus, passeando pelas ruas da cidade. Em 8 de abril, um dia antes de as forças americanas atingirem o coração de Bagdá, um bombardeiro B-1 lançou quatro bombas de perfuração de bunkers contra um edifício da capital iraquiana, onde se acreditava que Saddam Hussein estivesse reunido com outros hierarcas do regime com o deliberado objetivo de assassiná-lo.
Mas ele conseguiu desaparecer depois que as forças da coalizão invadiram Bagdá, em 9 de abril. Escondido, continuou tentando motivar seus antigos combatentes, que se mostraram mais frágeis do que se imaginava e não resistiram ao poderio militar dos Estados Unidos — nem tampouco usaram as supostas armas químicas que motivaram o ataque.
Em 13 de dezembro de 2003, Saddam Hussein foi localizado, militando na resistência à ocupação, e preso num porão de uma fazenda da cidade de Adwar, próxima a Ticrite, sua cidade natal, numa operação conjunta entre tropas estado-unidenses e rebeldes curdos. As tropas encontraram o ex-presidente escondido num pequeno buraco subterrâneo camuflado com terra e tijolos. Embora estivesse armado com uma pistola e dois fuzis AK-47, rendeu-se pacificamente após uma suposta patética negociação onde pretendia subornar seus captores com a soma de US$ 750 000 que guardava numa maleta. "Sou o presidente do Iraque e quero negociar", teria proposto, em inglês. Segundo a coligação militar, foi um membro de uma família próxima a Saddam quem o delatou. Um jornal jordano publicou uma versão alternativa da prisão. Saddam teria sido drogado por um parente, que lhe servia de guarda-costas, e vendido aos americanos, em troca da recompensa milionária que era oferecida. A filha Raghad, exilada na Jordânia, diz que com certeza seu pai foi drogado, de outra forma teria lutado como "um leão". Paul Bremer e Tony Blair confirmaram esta notícia.
Saddam, que não apresentou resistência alguma, estava sujo e desorientado quando foi capturado. Posteriormente, foi submetido a um exaustivo reconhecimento médico e a um teste de DNA, que confirmou sua identidade. Entre as primeiras imagens transmitidas, algumas mostravam Hussein sendo examinado por um médico militar americano, assim como outras mostravam o local de sua captura. Tais imagens causaram variadas reações pelo mundo, desde aqueles que - tais como grande parte da população americana e até iraquiana — as justificaram por motivos políticos, sociais e militares, até os que (baseando-se em interpretações do direito internacional) argumentaram que as imagens representavam uma violação intolerável à Convenção de Genebra acerca do tratamento a prisioneiros de guerra capturados.
Em 1 de janeiro de 2004, o Pentágono o reconheceu como "prisioneiro de guerra", e, em 30 de junho, transferiu sua custódia judicial ao novo Governo provisório iraquiano.
Durante 24 meses, Saddam permaneceu sob custódia das forças norte-americanas, à espera de ser julgado por um Tribunal Especial iraquiano patrocinado pelos Estados Unidos, que em 19 de outubro de 2005 iniciou o processo contra o ex-ditador e o condenou à morte na forca em 5 de novembro de 2006.

## Julgamento

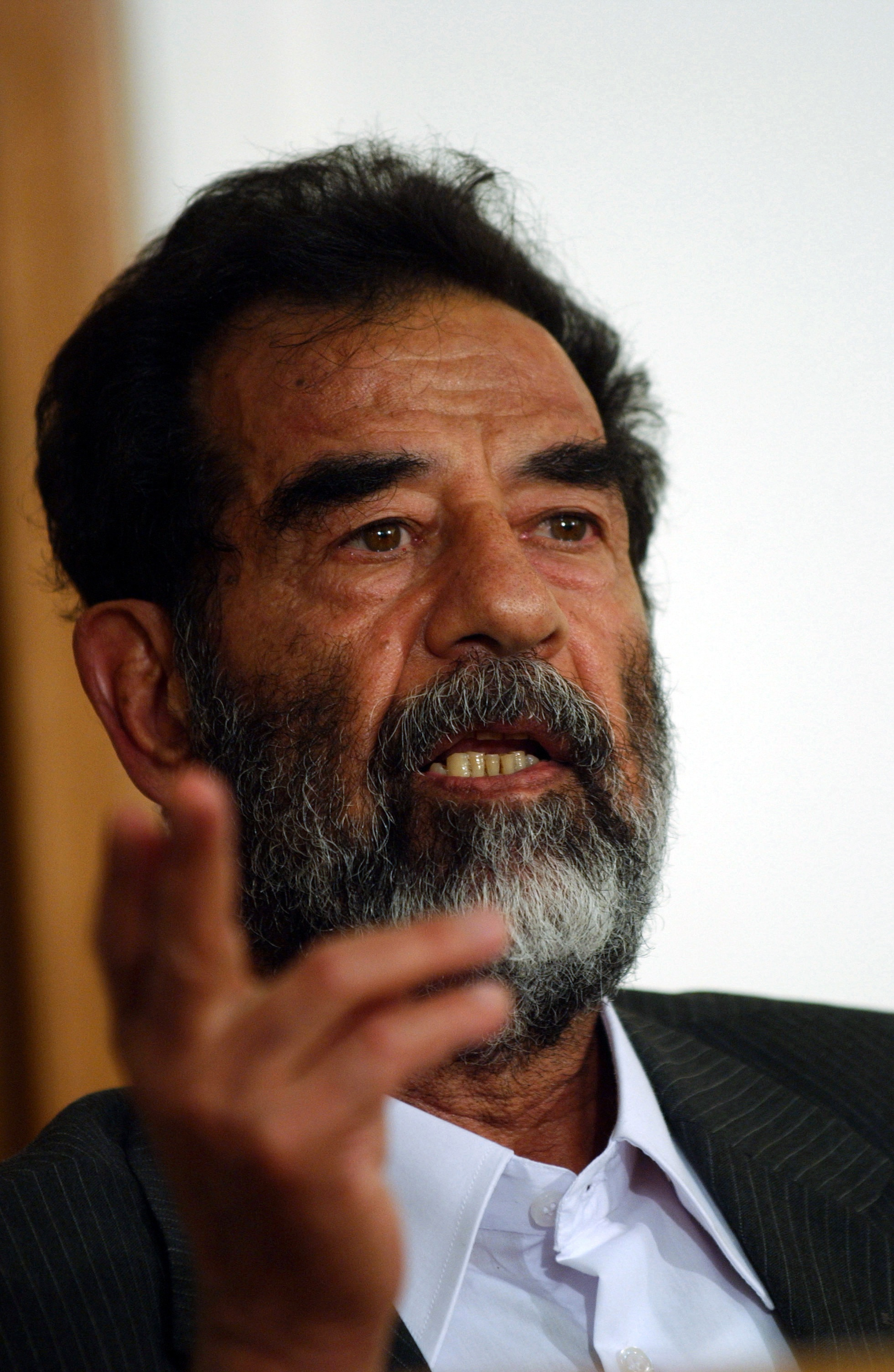
Saddam falando perante o Tribunal

Saddam foi formalmente acusado de genocídio cometido em 1982, sendo acusado de ter ordenado o massacre de 148 iraquianos xiitas em Dujail, após ter sido alvo de um atentado fracassado à sua vida.
O julgamento iniciou-se em 19 de outubro de 2005 pelo Supremo Tribunal Criminal Iraquiano, em uma sala com segurança reforçada, em uma espécie de quartel dentro da chamada Zona Verde de Bagdá.
A organização dos julgamentos seguiu a legislação civil iraquiana, baseada nos modelos francês e egípcio, no qual o juiz é o principal investigador e não há um júri, enquanto os procedimentos se basearam em leis internacionais, mas divergiram, em alguns pontos, de outros julgamentos por crimes de guerra ou crimes contra a humanidade, exemplo de que Saddam Hussein ter sido julgado por seus compatriotas.
Em 5 de novembro de 2006, após um julgamento conturbado, o tribunal iraquiano condenou Saddam à pena de morte por enforcamento por crimes contra a humanidade. No dia 26 de dezembro de 2006, um tribunal de apelação do Iraque confirmou a sentença contra Saddam Hussein.

## Morte
Saddam Hussein foi entregue aos seus executores iraquianos pelas forças americanas que o custodiavam alguns minutos antes de seu enforcamento no início do dia 30 de dezembro, em Bagdá, gerando posições contrárias de várias instituições internacionais, como a Anistia Internacional, o Vaticano, bem como de vários países. A televisão estatal iraquiana levou ao ar imagens de Saddam Hussein, aparentando estar calmo, conversando com o carrasco que ajeitava a corda em volta de seu pescoço e o encaminhava para o cadafalso. Saddam se recusou a usar o capuz preto na hora da execução, tendo preferido ser enforcado com o rosto à mostra. Segundo o conselheiro da Segurança Nacional do Iraque, Mouwafak al-Rubai, durante a execução estiveram presentes um juiz do Tribunal de Apelação iraquiano, um representante da Promotoria, outro do Governo e "um grupo de testemunhas". Através de um celular foram ilegalmente filmados os instantes finais de Saddam em que se comprova outra versão de que sua execução não foi formal cumprimento de sentença judicial, mas com os presentes fazendo-lhe humilhações e insultos a impedir-lhe que morresse proclamando a oração "Só há um Deus e Muhammad é Seu profeta".

## Mausoléu
Saddam foi sepultado no dia 31 de dezembro de 2006, em um mausoléu no vilarejo de Awja, aldeia onde nasceu, perto de Ticrite, em uma propriedade de sua família, perto dos túmulos de seus dois filhos, Uday e Qusay, mortos pelas tropas de coalizão em julho 2003, vendidos pela recompensa de US$ 15 milhões oferecida por cada um deles, juntamente com seu neto. Anos após a morte de Saddam, o local ainda era visitado por admiradores.
Em 2014, seu corpo foi removido por apoiadores devido ao temor de que poderia ser profanado, sendo sua localização posterior desconhecida. Em 2015, o local foi destruído em combates contra o EIIL.

## Família

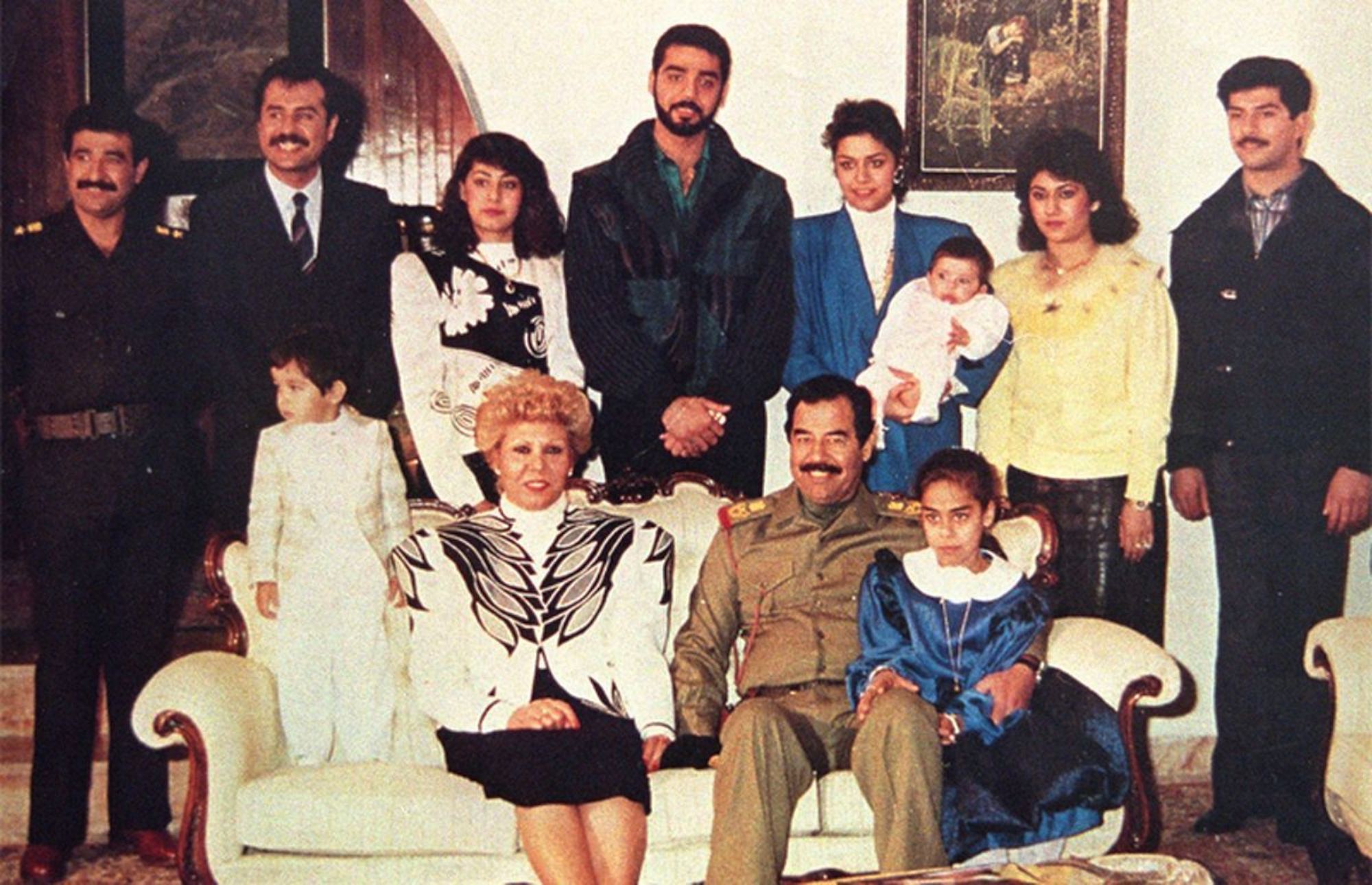
Fotografia da Família de Saddam Hussein, entre meados do final de 1980. Do canto superior esquerdo no sentido horário, Hussein Kamel, Saddam Kamel, Rana Hussein, Uday Hussein, Raghad Hussein, Sahar Maher Abd al-Rashid, Qusay Hussein, Hala Hussein, Saddam Hussein, Sajida Talfah, Criança não identificada. Publicado pela televisão estatal iraquiana

Saddam casou com sua primeira esposa e prima Sajida Talfah (ou Tulfah / Tilfah) em 1958 em um casamento arranjado. Sajida é filha de Khairallah Talfah, tio e mentor de Saddam. O casamento foi arranjado para Hussein aos cinco anos quando Sajida tinha sete anos. Casaram-se no Egito durante o seu exílio. O casal teve cinco filhos.
- Uday Hussein (18 de junho de 1964 – 22 de julho de 2003) era o filho mais velho de Saddam, que dirigia a Associação de Futebol do Iraque, o Fedayin Saddam, e várias empresas de mídia no Iraque, incluindo a televisão iraquiana e o jornal Babel. Era originalmente o filho favorito de Saddam e seu provável sucessor, mas caiu em desgraça com o pai devido ao seu comportamento errático e violento. Ele foi responsável por acidentes de carro e muitos estupros ao redor de Bagdá, brigas constantes com outros membros de sua família e o assassinato do criado favorito e provador de comida de seu pai, Kamel Hana Gegeo, em uma festa no Egito em homenagem a primeira-dama egípcia Suzanne Mubarak. Ele se tornou conhecido no Ocidente por seu envolvimento no saque do Kuwait durante a Guerra do Golfo, em que supostamente levou milhões de dólares em ouro, carros, e suprimentos médicos (que estava em falta no momento) para si e partidários mais próximos.
- Qusay Hussein (17 de maio de 1966 – 22 de julho de 2003) foi o segundo filho de Saddam e depois de meados dos anos 1990 o seu favorito. Foi o segundo no comando das forças armadas (atrás de seu pai) e comandou a elite da Guarda Republicana Iraquiana e o SSO. Ele era suspeito de ter ordenado ao exército o assassinato de milhares de rebeldes árabes dos pântanos e foi instrumental na supressão das rebeliões xiita em meados da década de 1990. Qusay foi casado uma vez e teve três filhos, um dos quais morreu a seu lado aos 14 anos, num tiroteio com as tropas dos EUA.
- Raghad Hussein (nascida em 2 de setembro de 1968) é a filha mais velha de Saddam. Após a guerra Raghad fugiu para Amã, na Jordânia, onde recebeu proteção da família real. Ela é atualmente procurada pelo governo iraquiano por alegadamente financiar e apoiar a insurgência iraquiana. Está atualmente banida do Partido Baath iraquiano.[43] A família real jordaniana se recusou a entregá-la.
- Rana Hussein (nascida em 1969), é a segunda filha de Saddam. Assim como sua irmã mais velha fugiu para a Jordânia. foi casada com Saddam Kamel e teve quatro filhos desse casamento.
- Hala Hussein (nascida em 1972) é a terceira e mais jovem filha de Saddam. Existem poucas informações sobre ela. Seu pai arranjou casamento para ela com General Kamal Mustafa Abdallah Sultan al-Tikriti em 1998. Ela fugiu com os filhos e as irmãs para a Jordânia.

Os dois filhos de Saddam (Uday e Qusay) foram mortos por forças dos Estados Unidos em 22 de julho de 2003 em Mosul, durante a invasão do Iraque. Ambos haviam ocupado posições chave no governo de seu pai eram acusados de crimes contra a humanidade.
Saddam casou com sua segunda esposa, Samira Shahbandar, em 1986. Ela era originalmente a esposa de um executivo da Iraqi Airways, porém mais tarde se tornou amante de Saddam. Eventualmente, Saddam forçou o marido de Samira a divorciar-se dela para que ele pudesse se casar com a mesma. Não houve questões políticas deste casamento. Após a guerra Samira fugiu para Beirute, no Líbano. Acredita-se que seja mãe de um sexto filho de Saddam, Ali Hussein. Membros da família Hussein negaram isso.[carece de fontes?]
Saddam supostamente se casou com uma terceira esposa, Nidal al-Hamdani, a gerente-geral do Centro de Pesquisa de Energia Solar no Conselho de Investigação Científica. Também existem boatos que Wafa el-Mullah al-Howeish teria se casado com Saddam como sua quarta esposa em 2002. Não há nenhuma evidência firme para este casamento. Wafa é a filha de Abdul Tawab el-Mullah Howeish, um antigo ministro da indústria militar no Iraque e último primeiro-ministro de Saddam.
São notórios também outros membros da família que ocuparam cargos importantes, tais como:
- Hussein Kamel al-Majid e Saddam Kamel al-Majid: genros de Saddam, casados respectivamente com Raghad e Rana. Em agosto de 1995 as filhas de Saddam e seus maridos desertaram para a Jordânia, tendo levado seus filhos com eles. Voltaram para o Iraque quando receberam garantias de que Saddam iria perdoá-los. Três dias após seu retorno em fevereiro de 1996 ambos os irmãos Kamel foram atacados e mortos em um tiroteio com outros membros do clã que os consideraram traidores;
- Barzan Ibrahim al-Tikriti, seu meio-irmão, chefe da inteligência;
- Sabawi Ibrahim al-Tikriti, seu meio-irmão, líder do serviço secreto iraquiano;
- Watban Ibrahim al-Tikriti, seu meio-irmão, antigo ministro do Interior do Iraque;
- Ali Hassan al-Majid, um primo (conhecido como "Ali Químico"), foi ministro da Defesa, e nomeadamente Ministro do Interior;
- Khairallah Talfah, seu tio e pai de sua primeira esposa, foi prefeito de Bagdá;
- Adnan Khairallah, seu primo e cunhado (filho de Khairallah Talfah), foi também ministro da Defesa.

## Literatura
Saddam Hussein dedicou-se também à literatura, seu primeiro romance (Zabibah e o Rei) é de 2001, foi um sucesso de vendas e foi igualmente transposto para um musical no Iraque. Mais tarde, terá editado A Fortaleza Inexpugnável, que também a ele é atribuída.
Em 2003 foi publicada a biografia política de Saddam Hussein intitulada Saddam Hussein: A Political Biography, escrita por Efraim Karsh e Inari Rautsi.

## Saddam na televisão
Em 2008, a vida de Saddam Hussein foi retratada em uma minissérie britânica, produzida por BBC e HBO, intitulada House of Saddam. Dividida em quatro capítulos, a minissérie exibe a trajetória do ditador desde sua posse, em 1979, até a queda em 2003, além de seu relacionamento familiar e com seus conselheiros.